# Otrog Meteorologov
Otrog Meteorologov (englische Transkription von russisch Отрог Метеорологов Otrog Meteorologow, deutsch ‚Meteorologensporn‘) ist ein Gebirgskamm im ostantarktischen Mac-Robertson-Land. Er ragt östlich des Lambert-Gletschers im Gebiet des Mawson Escarpment auf.
Russische Wissenschaftler benannten ihn.